# Bayou Blue
Bayou Blue est une census-designated place des paroisses de La Fourche et de Terrebonne, en Louisiane, aux États-Unis. 